# 三浦友和
三浦 友和（みうら ともかず、1952年〈昭和27年〉1月28日 - ）は、日本の俳優、歌手。山梨県塩山市（現：甲州市）出身。小学校中学年から東京都在住。テアトル・ド・ポッシュ所属。

## 略歴

### 出生から高校時代まで
父親は日下部警察署塩山分庁舎の警察官（巡査）をしていたが、母の実家の神金で生まれた。小学3年生で東京に来るまで大菩薩峠の麓を6回引っ越した。覚えているのは三歳で移った大藤村と次の東雲の駐在所だけという。
引っ越し続きが子どもの教育によくないと考えた父は、甲州市立東雲小学校3年生の3学期のとき、山梨県警察を退職し、一家で東京へ転居を決める。バス会社の国際興業に転職し、一家は新宿区の社員寮に移る。これに伴い新宿区立津久戸小学校に転校した。中学に入る頃立川市に引っ越す。忌野清志郎とは東京都立日野高等学校の同級生で毎朝、多摩動物公園行きのバスで一緒になっていたことがきっかけで初期RCサクセションのメンバーたちとも親しい関係にあった。別高校に進学していたRCサクセションメンバーが日野高校に集まって教室でライブを行っているのを初めて見て、アコギとベースだけ、マイクなしでこんな迫力あるのかと驚く。この頃、忌野が言った「才能のない奴は大学へ行け！」という言葉に衝撃を受け、自分も音楽で食べていけるんじゃないかと勘違いしてしまい、大学に進学する人が多い高校に在籍しているのにもかかわらず大学を受験せず、人生が変わってしまったと語っている。（忌野やバンドのマネージャーから）「音楽の才能がないなら他のことやったら？」と言われたことをきっかけに自身の姉が演技に興味を持っていたことから、何気なく「俳優の養成所とか紹介してもらえますか？」と言ったところ「間接的に今の事務所を紹介してくれて俳優の道に進みました」と述べている。また元RCサクセションのメンバー破廉ケンチとは福生市で同居生活をしていた。
高校卒業後、西蒲田の日本電子工学院に進むが一年で中退。デパートの配達員、工場や倉庫の荷物運びなど肉体労働を続ける。

### 芸能界へ
20歳の春、TBS『シークレット部隊』で芸能界デビューする。芸名の「友和」は、先輩の宇津井健が同ドラマプロデューサーの野添和子（現・大映テレビ顧問）の名前の「和」の字を取って命名したものである。宇津井健が友を大切にし、友と和を持つという意味で命名した。長髪と汚れた服というイメージの当時の若者とは正反対の「こんな奴はいないだろう」（本人談）というような七三分けの真面目なガードマン役だった。このとき忌野に「七三分け?お前なんかもう友達じゃないよ」と言われるが、それでも忌野はドラマを見て、たった一言だけの三浦のセリフを何度も真似た。
1970年代には二枚目の俳優として10代を中心に絶大な人気を誇った。特に1970年代後半、山口百恵と共演した主演映画・ドラマが次々とヒットし、「百恵友和コンビ＝ゴールデンコンビ」と呼ばれ、一世を風靡した。山口との共演映画は、すべて東宝配給ながらもホリプロ製作で撮影所、スタッフなどは日活系で固められているが、山口と離れて主演した映画は東宝撮影所でのものがほとんどで、専属契約こそ交わしていないものの、事実上、最後の東宝男優である。
1980年に山口百恵と結婚し、その後は映画・舞台で着実に役柄の幅を広げ、歴代平均視聴率No.1となったNHK大河ドラマ『独眼竜政宗』にて、伊達政宗の片腕で武骨な武将・伊達成実を演じたり、アルコール飲料や紳士服店のCMでコミカルな演技を見せたりするなど、硬軟いずれもこなせる俳優としての位置を確立した。
1984年の出目昌伸監督による東映映画『天国の駅 HEAVEN STATION』や1985年に公開された相米慎二監督による映画『台風クラブ』では、優等生であったり真面目な役柄が多かった三浦がそれまでのイメージを180度転換させるような芝居をしたことから演技の幅の広さを印象づけ、役者としての評価をさらに高めている。
50代になってからは映画での活躍が顕著であり、日本アカデミー賞、ブルーリボン賞などの数々の映画賞の助演男優賞を獲得した。
2012年秋の褒章にて紫綬褒章を受章。
2023年秋の叙勲に於いて旭日小綬章を受章することとなった。

## 人物
若い頃はウイスキーをいつのまにか一本飲み切ってしまう酒豪として知られた。

## 家族・親族
妻は元歌手、女優の山口百恵（1980年11月19日結婚）、長男はシンガーソングライター、俳優の三浦祐太朗。長男の妻（義娘）は声優・歌手・女優・ピアニストの牧野由依。次男は俳優の三浦貴大。姉のひろ子もかつて牧陽子、三浦弘子の芸名で歌手・タレントとして活動しており、夫（義兄）はラリードライバーの篠塚建次郎。甥は俳優・タレントの絲木建太。姉の弘子が経営する清里のペンション『LaVERDURA（ラベル デューラ）』の立ち上げに尽力し、現在も、定期的に家族で静養に出かけている。2022年3月、祐太朗夫妻に子ができ、祖父となった。

## 出演

### テレビドラマ
- シークレット部隊（1972年、TBS）
- 剣道一本!（1972年、フジテレビ）
- 燃える兄弟（1972年-1973年、TBS）
- 恋人たちへの鎮魂歌（1973年、日本テレビ、日仏合作ドラマ）
- 刑事くん第2部（1973年-1974年、TBS）- 宗方惇司
- じゃがいも（1973年、NET・ナショナルゴールデン劇場・野菜シリーズ）- 三沢雄次
- 事件狩り 第11話「ひと夏の経験」（1974年、TBS）
- 大岡越前 第4部（1974年 - 75年、TBS）- 相良俊輔
- 日曜劇場「秘密」（1975年3月30日、TBS）- 佐竹
- 赤いシリーズ（山口百恵と共演した一連のドラマシリーズ）
  - 赤い疑惑（1975年-1976年、TBS）- 相良光夫
  - 赤い衝撃（1976年-1977年、TBS）- 新田秀夫
  - 赤い死線（1980年、TBS）- 北村明夫
- ひまわりの詩（1975年-1976年、日本テレビ）- 小沢竜彦
- 夜明けの刑事 第73話「ハンサム歌手の赤い殺意!!」（1976年、TBS）
- ひまわりの道（1976年-1977年、日本テレビ）- 太田友彦
- 新・二人の事件簿 暁に駆ける（1976年9月7日、第7回、朝日放送）
- 新・夜明けの刑事 第15話「渡り鳥・友和、波止場の決闘」（1977年、TBS）
- 風が燃えた（1978年3月6日、TBS）- 伊藤利助→伊藤俊輔（伊藤博文の青年期）
- 貝がらの街（1978年、日本テレビ）
- 敵か?味方か?3対3（1978年、テレビ朝日）
- 家族熱（1978年、TBS）- 黒沼杉男
- あすなろの詩（1978年-1979年、日本テレビ）- 宮坂和也
- ご近所の星（1979年-1980年、フジテレビ）
- 突然の明日（1980年、TBS）- 主演・相馬圭太郎
- しあわせ戦争（1980年、TBS）
- 日曜劇場「小ぬか雨」（1980年9月28日、TBS）- 新七
- 空よ海よ息子たちより1981年2月23日、TBS）- 川西渉少尉
- 佐武と市捕物控1 - 4（フジテレビ）- 佐武 
  - 佐武と市捕物控（1981年7月31日）
  - 佐武と市捕物控 斬る（1981年10月16日）
  - 佐武と市捕物控 地獄の白狐（1982年4月23日）
  - 佐武と市捕物控 岡っ引無情（1982年12月10日）
- 関ヶ原（1981年、TBS）- 宇喜多秀家 （第一夜・第三夜）
- 午後の旅立ち（1981年、テレビ朝日）- 佐原誠
- 西部警察シリーズ（テレビ朝日）- 沖田五郎 
  - 西部警察 PART-II（1982年 - 1983年）
  - 西部警察 PART-III 第1話 - 第6話（1983年）
- みんな大好き!（1983年、日本テレビ）- 高杉信吉
- 松本清張スペシャル・黒い福音（1984年11月26日、TBS）- 市村刑事
- スーパーポリス（1985年、TBS）- 沢村警部補
- 魔性の星の女（1986年5月13日、日本テレビ「火曜サスペンス劇場」）
- 日曜劇場「ちきしょう」（1986年9月28日、TBS）- 重吉
- 土曜ワイド劇場（テレビ朝日）
  - 白の処刑!（1986年3月22日）
  - 幻の船連続殺人（1988年3月19日）
  - 墓場から生き返った男（1988年6月25日）
  - 円周率の殺人（1989年9月9日）
  - 地底から生き返った男（1990年7月21日）
  - 南紀釣り人殺人事件（1992年6月20日）
  - 森村誠一の完全犯罪の使者（1993年2月13日）- 主演・笹村慎介
  - 海の密室クルーザー殺人事件（1993年8月21日）
  - 盗まれた情事（1995年7月1日）
  - はみだし弁護士・巽志郎 - 巽志郎 
    - 第1作「競馬場ギャル殺人事件！年の差カップル 東京〜山形 危険な追跡」（1996年2月24日）
    - 第2作「別れた妻の不倫相手に殺人容疑！美人弁護士と対決！謎を追い“関東の小京都”蔵の街・栃木へ」（1997年5月17日）
    - 第3作「援助交際殺人事件!? 謎を追って美人検事と鹿児島へ!!」（1998年5月16日）
    - 第4作「名門政治家一族に（秘）愛人スキャンダル!! 伊香保・榛名に美女（!?）が消えた…」（1999年4月10日）
    - 第5作「資産家一族に秘められた愛と憎しみの連続殺人 盗撮された女子高生の謎!?」（2000年5月20日）
    - 第6作「六本木－福島・いわき W殺人事件の謎 ヤメ検★美人調査員 二人三脚の追跡」（2002年8月17日）
    - 第7作「運命の再会…愛しき人妻との湯けむり行脚！磐梯山・猪苗代湖に消えたアリバイの証人を追え!!」（2003年4月19日）
    - 第8作「世界遺産屋久島に消えた「無罪？」の殺人者 子連れ美人の執念にヤメ検、激走!!」（2004年6月19日）
    - 第9作「元妻・セレブは殺人犯!? 年下ホストと危険な情事 美人記者とみちのく二人旅」（2005年9月17日）
    - 第10作「出会い系サイトは死の香り 美人妻ストーカー殺人事件 絶体絶命！巽が逮捕？剛腕刑事vs.ヤメ検弁護士」（2006年8月19日）
    - 第11作「愛娘を惨殺された父親と狂気の復讐！犯罪者に仕立てられた不良と母の情愛 美人デザイナー殺人事件の驚愕の真実を暴け!!」（2011年4月16日）
    - 第12作「瀕死の息子に殺人容疑!? 母なる瞬間、究極の母性が我が子を守る！完全犯罪に潜む驚愕の真実!!」（2012年10月20日）

  - 夜間検証（1997年2月22日）- 飯島淳
  - 失踪調査人・港亮介（2008年11月29日）- 港亮介
- 天使のアッパーカット（1986年、TBS）- 西村仁
- 池中玄太80キロスペシャル（1986年10月11日、日本テレビ）- 奥村医師（オープニングにのみ、特別出演と表記）
- 大河ドラマ（NHK総合）
  - 独眼竜政宗（1987年）- 伊達成実（第9～26、29～50回）
  - 利家とまつ〜加賀百万石物語〜（2002年）- 前田利久 役（第1～7、9～12、15、18<回想>、24、26～32、34～37、42<回想> 回）
- 必殺仕事人V・風雲竜虎編（1987年、朝日放送）- かげろうの影太郎
- 必殺仕事人ワイド 大老殺し 下田港の殺し技珍プレー好プレー（1987年10月2日、朝日放送）- かげろうの影太郎 役
- 花の生涯 井伊大老と桜田門（1988年、テレビ東京）- 長野主膳
- 花くらべ（1988年、TBS）- 直昭
- 五稜郭（1988年、日本テレビ）- 大川正次郎（後篇）
- サラリーマン忠臣蔵 華麗なる復讐（1989年1月1日、テレビ朝日）
- 土曜ドラマ（NHK総合）
  - 十九歳（1989年1月）- 香月友雄
  - 新・王将（1992年5月16日）- 関根金次郎
  - 系列（1993年）- 浜岡祥吾
  - 天空に夢輝き〜手塚治虫の夏休み〜（1995年8月19日、国際ワイドスクリーンフェスティバル「ル・ノンブルドール賞」ベストサウンド賞受賞作品）- 手塚 粲
  - いのちの事件簿・福祉の最前線でケースワーカーは今（1997年）[16] - 重松
  - ウォーカーズ〜迷子の大人たち』（2006年11月11日-12月2日）- 寺島隆彦
- TBS大型時代劇スペシャル（TBS）
  - 坂本龍馬（1989年3月31日）- 武市半平太
  - 天下を獲った男 豊臣秀吉（1993年1月1日）- 徳川家康
- 池中玄太80キロIII（1989年、日本テレビ）- 奥村医師（第1回、第2回/第3回と第4回は友情出演）
- 風の棲む家（1989年、日本テレビ）
- 代表取締役刑事（1990年7月14日、テレビ朝日）
- 西村寿行ミステリー 犬笛　（1990年10月9日、テレビ朝日「火曜ミステリー劇場」）- 秋津四郎
- 世にも奇妙な物語 '91冬の特別編 「犬の穴」（1991年12月26日、フジテレビ）
- 本当にあった怖い話「幽霊刑事」（1992年4月13日、テレビ朝日）- 高木敏明
- 華岡青洲の妻（1992年10月30日、フジテレビ）- 華岡青洲
- 運命峠（1993年1月6日、フジテレビ）第10回 ATP賞テレビグランプリ 「ベスト20番組」選出 - 宮本武蔵
- 鶴姫伝奇 -興亡瀬戸内水軍-（1993年12月28日、日本テレビ）第11回 ATP賞テレビグランプリ 「ベスト20番組」選出 - 越智安舎（おちやすおく）
- 系列II（1994年、NHK総合）- 浜岡祥吾
- 積木くずし〜崩壊（1994年、フジテレビ）
- オトコの居場所（1994年、TBS）
- 妊娠ですよ（1994年、関西テレビ）
  - 妊娠ですよ2（1995年、関西テレビ）
- 照柿（1995年、NHK BS2）- 合田雄一郎 [17]
- 出世と左遷（1996年5月13日、TBS）- 相沢靖夫
- 小児病棟・命の季節（1996年、テレビ朝日）
- 月曜ドラマスペシャル 森村誠一サスペンス「迷路」（1997年12月8日、TBS、ザ・ワークス）- 主演・相良朝夫（代議士秘書）
- マヌケ先生（1998年1月24日、中国放送/TBS）
- レガッタ〜国際金融戦争（1999年、NHK総合）- 芹沢裕弥
- テレビ朝日開局40周年2000年山田太一スペシャルドラマ そして、友だち（2000年、テレビ朝日）
- それぞれの断崖（2000年、テレビ東京）- 主演・志方恭一郎
- いちど死んだ妻（2000年2月15日、日本テレビ「火曜サスペンス劇場」）- 主演・田所祐司
- 朗読紀行　にっぽんの名作「忍ぶ川」（2000年3月8日、NHK BShi）- 朗読
- 横浜本牧殺人ファイル・白磁の肌を持つ女（2000年7月17日、TBS「月曜ドラマスペシャル」）- 本間啓介警部補
- 柔らかな頬　前編　後編（2001年1月2日、1月3日、BS-i）ハイビジョン国際映像祭2001ドラマ部門フェスティバル賞 - 石山洋平
- 歌恋温泉へようこそ（2001年3月3日、NHK総合）
- HERO（2001年、フジテレビ）- 諸星敬介（第11話）
- 幸せの幻影（2001年7月24日、日本テレビ「火曜サスペンス劇場」）- 主演・重森聡
- 三浦友和の妻シリーズ（テレビ朝日「土曜ワイド劇場」）- 杉本慎一 
  - 殺人容疑者の妻（2001年6月23日）
  - 殺人逃亡者の妻（2004年3月6日）
  - 殺人被害者の妻（2005年11月26日）
  - 警視庁特捜刑事の妻（2006年7月29日）
- 氷点2001（2001年、テレビ朝日）- 辻口啓造
- 江國香織Ｘマスドラマ「温かなお皿」（2001年12月25日、関西テレビ）- 良介
- 昆虫巡査・向坊一美の事件日誌（2002年、テレビ東京）- 向坊一美
- 父と娘の真実（2002年12月、日本テレビ「火曜サスペンス劇場」）- 主演・岡島尚之
- 森村誠一サスペンスシリーズ（TBS、「月曜ミステリー劇場」「月曜ゴールデン」）- 警部補・川合祐介 
  - 第2作「窓」（2003年1月27日）
  - 第3作「路」（2003年7月21日）
  - 第4作「街」（2004年7月12日）
  - 第5作「音」（2005年5月30日）
  - 第6作「唄」（2006年4月24日）
  - 第7作「時」（2008年9月15日）
- ブラックジャックによろしく（2003年、TBS） - 白鳥貴久 (第1話・第2話・第11話)
- 世界の中心で、愛をさけぶ（2004年、TBS）- 廣瀬真
- 弟（2004年、テレビ朝日）- 石原裕次郎（43歳-52歳）
- みんな誰かを殺したい〜子供を殺された男・不倫と借金に苦しむ女・三つの殺人の裏に隠されたもう一つの殺人（2004年、テレビ東京）- 溝口亘
- 赤い疑惑(リメイク版)（2005年、TBS）- トラック運転手（特別出演）（第3話）
- 松本清張特別企画　渡された場面（2005年、テレビ東京）- 香春銀作（愛媛県警捜査一課長）
- あなたは人を裁けますか（2005年、NHK総合）- 横沢裁判員
- 象列車がやってきた（2005年8月8日、BShi「ハイビジョンドラマ館」）- 遠山薫
- 涙そうそう この愛に生きて（2005年、TBS）- 小田浩
- 無医村に花は微笑む（2006年、フジテレビ）- 将基面誠
- 連続テレビ小説「純情きらり」（2006年、NHK総合）- 有森源一郎（第1話～第12話）
- 夢二夜シェイクスピア・ドラマスペシャル第二夜ロミオとジュリエット～すれちがい（2007年4月7日、日本テレビ）- 木平礼三
- NHKスペシャル / 感染爆発〜パンデミック・フルー（2008年1月12日、NHK総合）- 田嶋哲夫
- 薔薇のない花屋（2008年、フジテレビ）- 安西輝夫
- 松本清張特別企画　不在宴会 - 死亡記事の女（2008年2月20日、テレビ東京、「水曜ミステリー9」）- 魚住一郎
- 流星の絆（2008年、TBS）- 柏原康孝
- 東京DOGS（2009年、フジテレビ）- 大友幸三
- 日曜劇場『新参者』（2010年、TBS）- 清瀬直弘
- 横山秀夫サスペンス仕返し（2011年、WOWOW）- 的場（三ツ鐘署次長）
- 2夜連続ドラマスペシャル「最も遠い銀河」（2013年2月2日・3日、テレビ朝日）- 渡誠一郎
- 24時間テレビスペシャルドラマ「今日の日はさようなら」（2013年8月24日、日本テレビ）- 富士岡健二郎
- 長谷川町子物語〜サザエさんが生まれた日〜（2013年11月、フジテレビ）- 田河水泡
- 極悪がんぼ（2014年、フジテレビ）- 金子千秋
- トクソウ（2014年、WOWOW）- 鬼塚剛
- Nのために（2014年、TBS）- 高野茂
- 女性作家ミステリーズ 美しき三つの嘘 第3話「平凡」（2016年1月4日、フジテレビ）- 刑事 [18]
- 横山秀夫サスペンス 陰の季節（2016年4月18日、TBS、「月曜名作劇場）- 松岡勝俊（SPECIAL THANKS）
- 横山秀夫サスペンス 刑事の勲章（2016年4月25日、TBS、「月曜名作劇場」）- 松岡勝俊（SPECIAL THANKS）
- コールドケース 〜真実の扉〜（WOWOW）- 本木秀俊 [19]
  - コールドケース 〜真実の扉〜（2016年10月22日 - 12月24日）
  - コールドケース2 〜真実の扉〜（2018年10月13日 - 12月15日）
  - コールドケース3 〜真実の扉〜（2020年12月5日 - 2021年2月13日）
- 就活家族〜きっと、うまくいく〜（2017年、テレビ朝日）- 主演・富川洋輔 [20]
- トップナイフ-天才脳外科医の条件-（2020年1月 - 3月 、日本テレビ）- 今出川孝雄
- クロサギ（2022年10月21日 - 12月23日、TBS）- 桂木敏夫　[21][22]
- 続・続・最後から二番目の恋 第2話 - 最終話（2025年4月21日 - 6月23日、フジテレビ） - 成瀬千次 [23]

### ドキュメンタリー
- 三浦友和・松たか子の大河ロマン紀行〜生きていた百年の夢・流氷の科学者岡崎文吉（1999年2月13日、札幌テレビ放送、日本テレビ系列）

### 映画
☆は山口百恵共演作品
- 伊豆の踊子（1974年12月28日）☆映画デビュー作品。- 川島（旧制一高生）
- 潮騒（1975年4月26日）☆-久保新治
- 阿寒に果つ（1975年6月21日）- 田辺俊一
- 青い山脈（1975年8月2日）- 金谷六助
- 陽のあたる坂道（1975年11月1日）- 田代信次
- 絶唱（1975年12月20日）☆- 園田順吉
- あいつと私（1975年4月24日）- 黒川三郎
- 風立ちぬ（1976年7月31日）☆- 結城達郎
- 星と嵐（1976年10月23日）- 柏崎真一
- 春琴抄（1976年12月25日）☆- 佐助
- 青年の樹（1977年4月29日）原案：石原慎太郎 - 坂木武馬
- 泥だらけの純情（1977年7月30日）☆- 高倉次郎
- HOUSE ハウス（1977年7月30日）- 羽臼香麗（おばちゃま）のフィアンセ（友情出演)）
- 姿三四郎（1977年10月29日）- 姿三四郎
- 霧の旗（1977年12月17日）☆- 阿部啓一
- 残照（1978年4月29日）- 遠野翔
- ふりむけば愛（1978年7月22日）☆主題歌の歌唱も担当。- 田丸哲夫
- 聖職の碑（1978年9月23日）- 清水政治
- 炎の舞（1978年12月16日）☆- 吉井拓治
- 黄金のパートナー（1979年4月28日）- 野口浩介
- ホワイト・ラブ（1979年8月4日）☆- 山野辺健
- 遠い明日（1979年11月3日）- 多川明
- 天使を誘惑（1979年12月22日）☆- 上杉浩平
- 古都（1980年12月6日）☆- 清作
- 獣たちの熱い眠り（1981年9月12日）- 三村浩司
- 大日本帝国（1982年8月7日）- 小田島剛一
- 海峡（1982年10月16日）- 成瀬仙太
- さよならジュピター（1984年3月17日）- 本田英二
- 天国の駅 HEAVEN STATION（1984年6月9日）- 橋本浩一
- 台風クラブ（1985年8月31日）第1回東京国際映画祭 ヤングシネマ部門 大賞 - 梅宮安
- 彼のオートバイ、彼女の島（1986年4月26日）- 沢田秀政
- 野ゆき山ゆき海べゆき（1986年10月4日）- 須藤の父
- いとしのエリー（1987年4月11日）- 中村敦
- フリーター（1987年11月21日）- 相沢卓也
- 日本殉情伝 おかしなふたり ものくるほしきひとびとの群（1988年3月29日）- 室田幸男
- ・ふ・た・り・ぼ・っ・ち・（1988年7月2日）- 杉本二郎
- マリリンに逢いたい（1988年7月16日）- 中里達郎
- ソウル・ミュージック　ラバーズ・オンリ（1988年12月3日）- 羽山五郎
- 226（1989年 6月17日、フィーチャーフィルムエンタープライズ 、監督：五社英雄）- 安藤輝三
- 悲しきヒットマン（1989年9月9日）- 高木昇
- 遥かなる甲子園（1990年6月9日）1990年度文化庁優秀映画作品賞　- 新城晴久
- 東京上空いらっしゃいませ（1990年6月9日）- 雨宮武夫
- 流転の海（1990年11月3日）- 北沢茂吉
- 仔鹿物語（1991年4月20日）- 谷木政夫
- 風の国（1991年9月14日）- 草間進平
- 無能の人（1991年11月2日）1991年ヴェネツィア国際映画祭 国際批評家連盟賞- サングラスの男
- 江戸城大乱（1991年12月14日）- 堀田備中守正俊
- 私を抱いてそしてキスして（1992年11月14日）- 久留米和夫
- 空がこんなに青いわけがない（1993年2月20日、監督：柄本明）-　小林健太郎
- 超能力者 未知への旅人（1994年6月11日）- タカツカヒカル
- RAMPO 奥山バージョン（1994年6月25日）- プロデューサー田川
- 青空に一番近い場所（1994年10月15日）- 山口
- RAMPO インターナショナル・ヴァージョン（1995年5月27日）- プロデューサー田川
- 渇きの街（1997年1月18日）- 室田正行 役（特別出演）
- 傷だらけの天使 （1997年4月19日）- 倉井拓也
- 東京日和（1997年10月18日）- 外岡
- フリージア 極道の墓場（1998年9月12日）- 榊原健三
- あ、春（1998年12月19日）- 韮崎義明（友情出演）
- M/OTHER（1999年10月23日）第52回カンヌ国際映画祭 国際批評家連盟賞 - レストラン経営者・哲郎
- しあわせ家族計画（2000年9月16日）第33回ヒューストン国際映画祭ファミリーチルドレン部門金賞 - 川尻富士夫
- マヌケ先生（2000年9月30日）- 馬場鞠男
- 不確かなメロディー（2001年3月10日）- ナレーション
- 柔らかな頬（2001年7月14日）- 石山洋平
- Quartet カルテット（2001年10月6日）-　青山徹
- 田園のユーウツ（2001年11月10日）- 川喜多宣彦
- なごり雪（2002年9月28日）- 梶村祐作
- 棒たおし!（2003年3月21日）- 石垣幸太郎
- 夢追いかけて（2003年4月26日）- 森田
- のんきな姉さん（2004年1月10日）- 課長
- 茶の味（2004年7月17日）- 春野ノブオ
- SURVIVE STYLE5+（2004年9月25日）- 町医者・山内（特別出演）
- 新しい風 ～若き日の依田勉三～（2004年12月25日）第38回ヒューストン国際映画祭グランプリ - 郡長
- サヨナラCOLOR（2005年8月13日）- 院長
- ALWAYS 三丁目の夕日（2005年11月5日）- 宅間史郎（特別出演）
- 出口のない海（2006年9月16日）- 並木俊信
- 天使の卵（2006年10月21日）- 渋沢（特別出演）
- 松ヶ根乱射事件（2007年2月24日）- 鈴木豊道
- 22才の別れ Lycoris 葉見ず花見ず物語（2007年8月18日）- 杉田部長
- 遠くの空に消えた（2007年8月18日）- 楠木雄一郎
- Mayu ココロの星（2007年9月29日）- まゆの父
- ALWAYS 続・三丁目の夕日（2007年11月3日）- 宅間史郎（特別出演）
- 転々（2007年11月10日）- 福原愛一郎
- 陰日向に咲く（2008年1月26日）- リョウタロウ
- 山のあなた 徳市の恋（2008年5月24日）- 鯨屋主人
- 空へ-救いの翼 RESCUE WINGS- （2008年12月13日）- 菊田靖男
- ヘブンズ・ドア（2009年2月7日）- 県警本部刑事部部長 長谷川
- 沈まぬ太陽（2009年10月24日）- 行天四郎
- 食堂かたつむり（2010年2月6日）- シュウ先輩（修一）
- アウトレイジ（2010年6月12日）- 加藤稔（やくざの若頭）
- 死にゆく妻との旅路（2011年2月26日）- 清水久典
- マイ・バック・ページ（2011年5月28日）- 白石（東都新聞社 社会部部長）
- 星守る犬（2011年6月11日）- 海辺のレストラン・オーナー
- RAILWAYS 愛を伝えられない大人たちへ（2011年12月3日）- 滝島徹
- ALWAYS 三丁目の夕日'64（2012年1月21日）- 宅間史郎（特別出演）
- おかえり、はやぶさ（2012年3月10日）- 大橋伊佐夫
- アウトレイジ ビヨンド（2012年10月6日）- 加藤稔
- ストロベリーナイト（2013年1月26日）- 和田徹 （友情出演）
- 救いたい（2014年11月22日）- 川島貞一 役[24]
- 64 -ロクヨン- 前編・後編（2016年5月7日/2016年6月11日）- 松岡 [25]
- 葛城事件（2016年6月18日）- 主演・葛城清 役[26]
- DESTINY 鎌倉ものがたり（2017年12月9日）- 甲滝五四朗 / 一色宏太郎
- 羊と鋼の森（2018年6月8日）- 板鳥宗一郎 [27]
- 風の電話（2020年1月24日）第70回ベルリン国際映画祭国際審査員特別賞- 公平
- AI崩壊（2020年1月31日）- 合田京一 役[28]
- 唐人街探偵 東京MISSION 中国語: 唐人街探案3（2021年2月12日）- 渡辺勝
- グッバイ・クルエル・ワールド（2022年9月9日）- 浜田 [29][30]
- 線は、僕を描く（2022年10月21日）- 篠田湖山
- ケイコ 目を澄ませて（2022年12月16日）- 会長 役[31]
- 親のお金は誰のもの 法定相続人（2023年10月6日）- 大亀仙太郎 [32][33]
- PERFECT DAYS（2023年12月22日）- 友山 [34]
- 遠い山なみの光（2025年9月5日公開予定） - 緒方 [35]

### ネットドラマ
- 男の子はみんな飛行機が好き（2002年4月26日から5月24日まで、Yahoo!ムービーにてストリーミング配信）- 三上
- さよならのつづき（2024年11月14日、Netflix） - ヒロ 役[36]

### 劇場アニメ
- 借りぐらしのアリエッティ（2010年）- ポッド
- 紙兎ロペ 笑う朝には福来たるってマジっすか!? 7「極楽がんぼ」（2015年3月18日DVD発売）- チーター

### 吹き替え
- ある愛の詩（1977年12月21日、日本テレビ「水曜ロードショー」）- オリバー・バレット4世(ライアン・オニール)
- Mr.インクレディブル（2004年）- ボブ・パー / 主演・Mr.インクレディブル
- インクレディブル・ファミリー（2018年）- ボブ・パー / 主演・Mr.インクレディブル [37]

### ナレーション
- NHKスペシャル「なぜ一線を越えるのか 無差別巻き込み事件の深層」（2022年6月18日、NHK総合）
- 新春開運!!富士山ぐるっと一周ウォーク（2023年1月1日、NHK総合）

### 朗読
- 宮部みゆき著「火車」（Audible、配信日:2019年8月15日、15時間35分）

### CM
- グリコ アーモンドチョコレート、プリッツ、セシルチョコレート※山口百恵と共演。
- 参天製薬「サンテドウ」「サンテS」「サンテ40ハイ」
- 松下電器産業 ナショナル自転車 クリックFF32（1978年）[38]
- 三菱化成 調整豆乳 マプロン（1984年）
- 洋服の青山（1987年 - ） ※樹木希林と共演した、とある会社の課長編が有名だが、過去には剣道編で本人が防具を着装した姿で、面を打ち込む姿をスローモーションで映したCMもある。なお放映期間は1987年から今日まで続いているが、過去その間に何度か放映が他のタレントに替わっている。
- 佐藤製薬「アセス」（1991年）
- UCC上島珈琲 ザ・ブレンド114/117（1993年）
- サントリー 冷撰洋酒（1993年）※加藤茶と親子という設定で共演。
- 日産自動車 セフィーロ（1995年）※渡辺満里奈と夫婦役で共演。
- サッポロビール　サッポロ黒ラベル（1996年 - 1997年）※「ノドうつうまさ、黒ラベル。」で知られる。東日本地区限定で放映された。
- JRA（1997年）※柴田恭兵と共演。
- ベネッセ（旧-進研ゼミ）（2000年）※太田裕美と幼い子供を持つ新米夫婦役で共演。
- 協栄生命(現・ジブラルタ生命)（2000年）
- サントリー スーパーチューハイ（2001年）※スーパー部長編〜三浦本人による指人形での腹話術が話題になり、好評につきシリーズ化され主演賞を受賞。
- 日清オイリオ（2002年）※生活習慣病の気になる年齢の父親という設定で出演。
- 日本専売公社（現：JT）キャビン ※当時たばこのCMに起用した際に、三浦のスタンスが俳優かアイドルか、国会で問題になったことがある。
- 福屋工務店（2005年 - ）※「家を売る時・買う時は福屋。仕事が早い」のコピーで有名。当初は関西地区・福岡県限定だったが、2009年に関東地区に進出以降は関東地区およびスカイ・Aでも放映されている。
- ブラザー工業 編機「パリエ3」「パリエ7」
- サントリー オールフリー（2010年）※榮倉奈々と親子という設定で共演。
- トヨタ自動車
  - 「ReBORN パッソ篇」（2015年）- 「20年後のドラえもん」における源静香の父親 役
  - 「TNGA STORY」（2015年）[39]
- 明治「明治プロピオヨーグルトPA-3」（2015年）
- スポーツ振興くじ「BIG」（2018年 - ）
- サントリー「オメガエイド」（2021年）

### ラジオ
- 三浦友和と仲間たち（文化放送）
- 三浦友和インザワールド（文化放送）
- 三浦友和・夢色飛行船（1979年 - 1980年、文化放送）
- 三浦友和のNECサンデーミュージック（1982年 - 1990年、ニッポン放送）[1]
- 三浦友和・ひとつぶの青春（1980年 - 1982年、FM東京）- 永井龍雲の後任

## 著書
- あの美し過ぎた瞳（1977年、中一時代四月号）
- 被写体（マガジンハウス、1999年）
- 相性（小学館、2011年、本人の語りおろし。本人の利益は全額震災関連に寄付）

## 音楽

### シングル
- 剣道一本（フジテレビ「剣道一本!」）主題歌 (1972年)　テレビドラマ初主演作となった作品で、主題歌と共に作詞も担当した。
- ほほえみの扉（月曜スター劇場「あすなろの詩」）主題歌 / ふりむけば愛（映画「ふりむけば愛」主題歌）(1978年11月1日)　オリコン最高位11位
- Windy Night(1982年6月21日)　オリコン最高位173位、5人組バンドAGAPE HOUSE（アガペ・ハウス）名義としてリリース
- ミッドナイト・スペシャル(1984年10月5日)　オリコンチャートイン記録なし ジャッキー吉川とブルー・コメッツとの競作

### アルバム

#### 三浦友和名義
- あいつと私(1976年9月25日)　オリコン最高位15位
- 二人でコンサート(1978年6月1日)　オリコン最高位12位  →「ほほえみの扉」と「ふりむけば愛」を追加し、2016年3月29日にソニーより、復刻版としてCD発売された
- 素描(1979年4月1日)　オリコン最高位28位
- 喜・怒・愛(1980年6月21日)　オリコン最高位40位　→2011年3月21日にソニーより、復刻版としてCD発売された
- ラブ・イズ・ジ・オーシャン(1984年)　オリコンチャートイン記録なし、アルバムタイトル曲は岩崎宏美とのデュエット

#### 三浦友和と仲間たち
オリジナルメンバーは三浦友和(Vo,G)、山本伸吾(G)、沢田勝美(G)、北原利夫（B)、浅見小四郎(Dr)、金森隆(Key)の5名。後にドラムが富岡義広に交代した。
- 赤頭巾ちゃん秘密だよ(1977年4月25日)　オリコン最高位1位
- 出会い、そして出発(1978年2月5日)　オリコン最高位6位、カセットテープ企画

#### AGAPE HOUSE
- AGAPE HOUSE(1982年6月1日)　オリコン最高位65位、5人組バンドAGAPE HOUSEとしてリリース

### その他
- RCサクセション
  - アルバム『初期のRCサクセション』（1972年2月5日）　収録曲「言論の自由」にゲスト参加
  - プロモーションビデオ集「SPADE ACE(スペードのエース)」（1985年12月21日）　『海辺のワインディング・ロード』に友情出演
  - アルバム『COVERS』（1988年8月15日）　ゲスト参加

## 受賞歴

### 映画賞
1975年度
- 第18回ブルーリボン賞 新人賞（『伊豆の踊子』ほか）

1985年度
- 第10回報知映画賞 助演男優賞（『台風クラブ』）
- 第7回ヨコハマ映画祭 助演男優賞（『台風クラブ』）[40]

1988年度
- 第3回高崎映画祭 主演男優賞（『日本殉情伝 おかしなふたり ものくるほしきひとびとの群』）

1991年度
- 第46回毎日映画コンクール 男優助演賞（『江戸城大乱』『仔鹿物語』『無能の人』）

1999年度
- 第24回報知映画賞 主演男優賞（『M/OTHER』『あ、春』）
- 第9回日本映画批評家大賞 男優賞（『M/OTHER』『あ、春』他）

2005年度
- 「そうだったらいいのにな」作詞：井出隆夫 ／ 作曲：福田和禾子 うた：三浦友和、黒木瞳、海鋒拓也、綾瀬はるか
- 「たこやきなんぼマンボ」作詞：もりちよこ ／ 作曲：パラダイス山元 うた：三浦友和、黒木瞳、海鋒拓也、綾瀬はるか

2007年度
- 第22回高崎映画祭 最優秀助演男優賞（『松ヶ根乱射事件』）
- 第50回ブルーリボン賞 助演男優賞（『松ヶ根乱射事件』『転々』）
- 第81回キネマ旬報ベスト・テン 助演男優賞（『松ヶ根乱射事件』『転々』『ALWAYS 続・三丁目の夕日』）[41]

2009年度
- 第22回日刊スポーツ映画大賞・石原裕次郎賞 助演男優賞（『沈まぬ太陽』）
- 第33回日本アカデミー賞 優秀助演男優賞（『沈まぬ太陽』）[42]
- 第83回キネマ旬報ベスト・テン 助演男優賞（『沈まぬ太陽』）
- 第19回東京スポーツ映画大賞 助演男優賞（『沈まぬ太陽』）

2011年度
- 第35回日本アカデミー賞 優秀主演男優賞（『RAILWAYS 愛を伝えられない大人たちへ』）[43]
- 第21回日本映画批評家大賞 主演男優賞（『RAILWAYS 愛を伝えられない大人たちへ』）

2016年度
- 第8回TAMA映画賞 最優秀男優賞（『葛城事件』『64-ロクヨン-』）[44]
- 第41回報知映画賞 主演男優賞（『葛城事件』）[45]
- 第38回ヨコハマ映画祭 主演男優賞 （『葛城事件』）
- 日本インターネット映画大賞 主演男優賞（『葛城事件』）
- 第26回東京スポーツ映画大賞 主演男優賞（『葛城事件』）

2022年度
- 第96回キネマ旬報ベスト・テン 助演男優賞（『ケイコ 目を澄ませて』、『線は、僕を描く』、『グッバイ・クルエル・ワールド』）[46]

### テレビドラマ賞
2022年度
- 第26回日刊スポーツ・ドラマグランプリ 秋ドラマ 助演男優賞（『クロサギ』）[47]

2023年度
- 第26回日刊スポーツドラマグランプリ 助演男優賞（『クロサギ』）[48]

### その他の賞
- エランドール賞（1974年）
- 41st ACC CM FESTIVAL 主演賞（サントリー スーパーチューハイ）（2001年）
- 紫綬褒章（2012年）[12]
- 旭日小綬章（2023年）[13]

## エピソード
- 父親が勤務していた駐在所周辺は、急な坂道ばかりだったため、幼い頃は「道というものは坂になっているもの」と思い込んでおり、山梨県から東京へ転居してきた際にカルチャーショックを受ける。
- 忌野清志郎との縁で、結成初期のRCサクセションの曲である「金もうけのために生れたんじゃないぜ」でボンゴ担当として当時のLPのクレジットタイトルに名前が明記されている。このことは『坂崎幸之助のオールナイトニッポン』に忌野清志郎がゲスト出演した際、実際のクレジットを見た忌野と坂崎が本当であることを証明している。しかし、当時の音源を聴いてみるとボンゴの音が入っておらず、忌野に「あいつ全然叩いてねぇじゃねぇか！」と指摘されている。また、RCサクセションのバックミュージシャン時代の一時期に、RCサクセションの破廉ケンチと一緒に住んでいた。
- 『ぴったし カン・カン』にゲスト出演した際のクイズで、『「シークレット部隊」での最初のセリフは何だったのでしょう?』という問題に対して正解は『あっ! キャプテンのヘリだ!』だったが、放送された解答スーパーは『あっ! キャプテンのヘソだ!』と誤ってスーパーされ、当の三浦自身も爆笑していた。尚、同ドラマで当該シーンが登場した第1話は『ぴったし カン・カン』で共演した萩本欽一が芸能生活で唯一悪役を演じた回でもあり、その初セリフも萩本が演じる保険金詐欺犯から海上で襲撃されるシーンでのものだった。
- 浅田美代子はプライベートでも親交が深い[49]。また浅田のかつての夫である吉田拓郎が1980年の三浦主演のテレビドラマ『しあわせ戦争』（TBS）でゲストに来た際（第6話、1980年10月8日）、思い切って吉田をお酒に誘い、憧れのミュージシャンを前に緊張から飲み過ぎて翌朝グデングデンになり、撮影を初めて休んでしまったという[49]。
- 1982年、『西部警察 PART-II』の第一話「大門軍団・激闘再び-沖田刑事登場」にて、ニトロを積んで走り続ける観光バスにトラックから乗り移るという本人によるアクションシーンが収録される。のちに「あのアクションは君が大門軍団の一員としてやっていけるかどうかのテストだった」と石原プロモーション専務・小林正彦に打ち明けられたと語る。
- 1982年にたばこ「キャビン85」のコマーシャルに出演していた頃、アイドルがタバコの広告に出るのは青少年の教育上問題があるとして本人がアイドルかどうか1982年3月25日に国会（参議院予算委員会）で議論された。森下元晴厚生大臣（当時）は「アイドルだと思う」、日本専売公社（現・JT）総裁（当時）の泉美之松は「既婚者であるので青少年のアイドルは卒業している」と答えた。それに対し質問者である日本社会党の片山甚市議員は「結婚をすればアイドルでないなどというのはそれはこじつけで、若い者はいかす男として、やはり山口百恵の亭主としては大変魅力的であります」と発言したが、結局結論は出ないまま別の議題に話が移っていった[50]。三浦本人はこの件に関し「『アイドルではない』と結論が出た」と受け止めており、「俺は『国会でアイドルではないと決められた男』である」と笑い話にしている。
- 1988年、RCサクセションが発表し、歌詞が東芝EMIの親会社であり、日本の原子炉サプライヤーでもある東芝からの圧力がかかった（詳細はCOVERS (RCサクセションのアルバム)を参照）ことが原因で発売禁止となったアルバム『COVERS』に参加。問題となった収録曲である「サマータイム・ブルース」の中で「原発という言い方も改めましょう。何でも縮めるのは日本人の悪い癖です。正確に原子力発電所と呼ぼうではありませんか。心配はいりません」というセリフを担当した。「MONEY」では3番のヴォーカル&バックコーラスを唄っている。
- 飽きっぽい性格であるためパチンコなど趣味を転々とし、現在は陶芸を趣味としている。50歳になってから始めた禁煙には成功（以前はCMに出演していたキャビンを中心に吸っていた）。
- 30代後半、ロケで訪れた釧路にて、共演者であった川谷拓三に誘われたことがきっかけでパチンコにはまる。新台入替の日は、一般人に紛れて早朝から並んだこともあるほどの入れ込みよう。その結果、新宿にあるすべてのパチンコ店・景品交換所の地図が書ける程だったという。この経験はのちに「はみだし弁護士・巽志郎」シリーズでの役柄に生かされることになる。
- 『西部警察PART-II』で共演した渡哲也に惚れ込み、渡の出演する作品に自らノーギャラで出演要請するなど公私ともに渡を慕っている。百恵夫人が引退コンサートでステージ上に置いたマイクが長年にわたり自宅に保管してあったため渡に相談。その結果、渡の計らいで北海道小樽市ワーナー・マイカル・シネマズ小樽内にあった石原プロワールド・西部警察に展示され話題になった（現在は、同じく小樽市にある石原裕次郎記念館に展示されている）。
- その『西部警察』シリーズでは地方ロケ終了後に出演者、スタッフが夜の盛り場によく繰り出していたことがあったが、三浦だけは「僕は女房（百恵）がいるので、行きません」と言っていたという[51]。
- ここ数年『ALWAYS 三丁目の夕日』や『薔薇のない花屋』等、映画やテレビドラマで医師役を演じることが多い。「50代になり、役柄が医師、弁護士、検事、判事、刑事などに偏ってきていることが悩みでもある」とインタビューで答えている。
- 結婚後の私生活では、全く浮いた噂やゴシップはなく、理想的な夫であり父親を貫いているが、それに反して、テレビや映画ではなぜか「私生活が謎に包まれた独身男」「妻と離婚・死別した過去のある男」「家庭はあるが不倫をしている夫」「子供に恵まれない家庭の夫」「悪事に手を染めて転落していくエリート」といった役柄を演じることが非常に多い。
- 1995年に出版された『日本 (ジャパニーズ) ヒーローは世界を制す』（大下英治著、角川書店）での「仮面ライダー」についての記述によると、仮面ライダー2号/一文字隼人役の候補に、三浦の名前があったという[52]。
- ドラマの共演が縁で山口百恵と交際・結婚するが交際中はお互いのスケジュールが合わないため撮影中が実はデートだったと述懐している[53]。
- 自書『被写体』の中でマスコミが結婚後の山口百恵や家族を撮影しようして中には盗撮まがいの行為も行われたという。あるとき百恵の結婚後のプライベート映像を某番組が特ダネとして放送した際、他のコメンテーターはプライバシーの問題について「みんなが見たいものだから仕方がない」と放送した番組を擁護する発言を行ったがそのまんま東のみが「これはいくらなんでもやりすぎである」と番組を強く批判していた事に触れ「擁護する発言をした人たちを忘れはしない。またそのまんま東さんの発言も忘れないし（東さんの）発言に感謝している」と語った。